# Eimen
Eimen is een gemeente in de Duitse deelstaat Nedersaksen. De gemeente maakt deel uit van de Samtgemeinde Eschershausen-Stadtoldendorf in het Landkreis Holzminden. Eimen telt 843 inwoners.
Tot Eimen behoort het gehucht Mainzholzen en het ten westen van Eimen gelegen dorp Vorwohle, alle gelegen aan de Bundesstraße 64. Vorwohle was vroeger eindpunt van een in 1900 geopende spoorlijn naar Eschershausen, Bodenwerder en Station Emmerthal. Deze spoorlijn is opgebroken en heeft voor een fietspad plaats gemaakt.
De schilderachtige Sint-Joriskapel van Eimen is ook afgebeeld in het gemeentewapen.

## Afbeeldingen

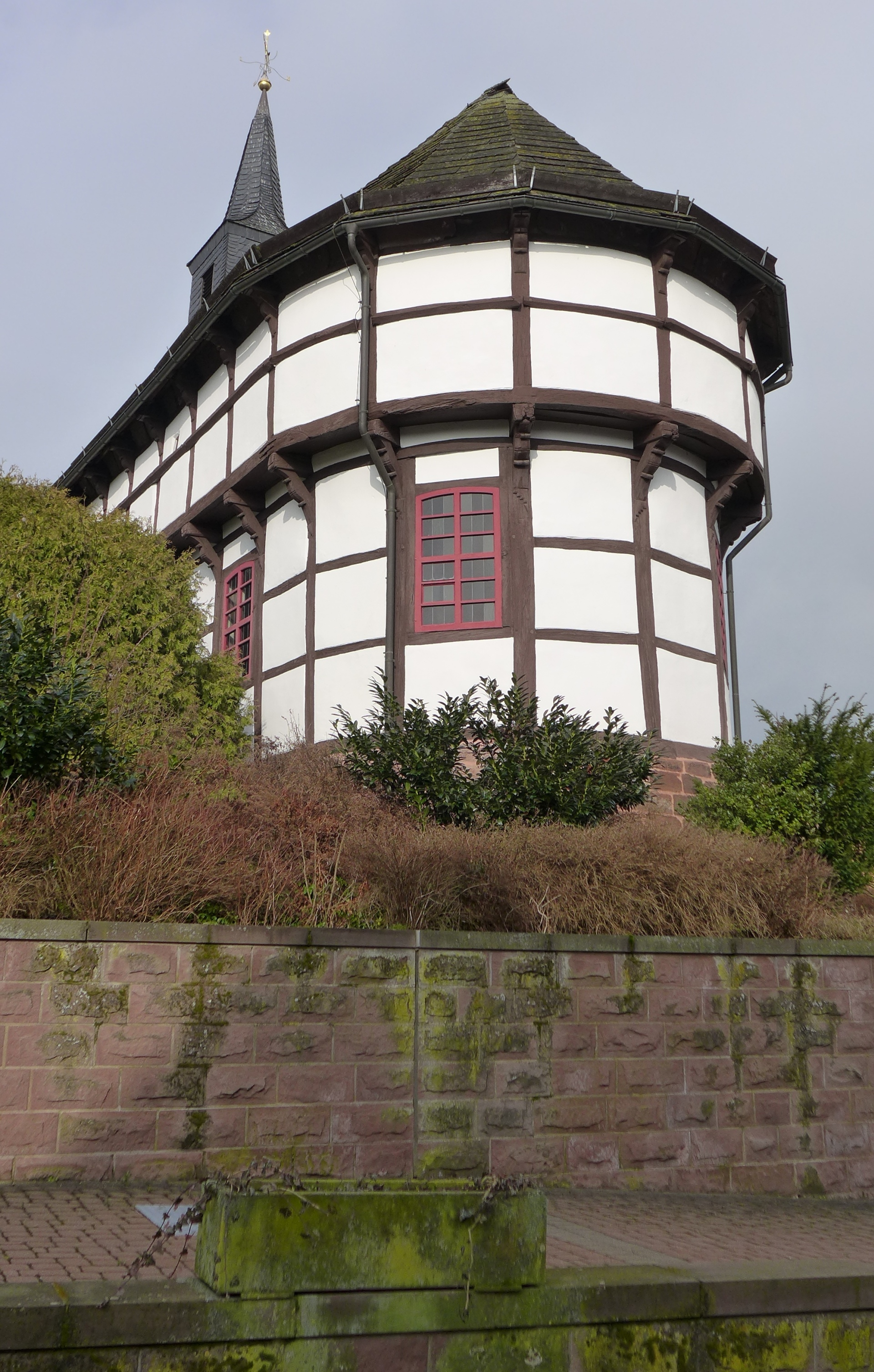
Eimen, Sint-Joriskapel

- Gemeinsame Normdatei: 4780527-4
- Virtual International Authority File: 19144782948912879733

Arholzen · 
Bevern · 
Bodenwerder · 
Boffzen · 
Brevörde · 
Deensen · 
Delligsen · 
Derental · 
Dielmissen · 
Eimen · 
Eschershausen · 
Fürstenberg · 
Golmbach · 
Halle · 
Hehlen · 
Heinade · 
Heinsen · 
Heyen · 
Holenberg · 
Holzen · 
Holzminden · 
Kirchbrak · 
Lauenförde · 
Lenne · 
Lüerdissen · 
Negenborn · 
Ottenstein · 
Pegestorf · 
Polle · 
Stadtoldendorf · 
Vahlbruch · 
Wangelnstedt